# Villa Fiorale
Villa Fiorale o Ferrale o Gabbrielli si trova a Firenze, in via Bolognese, poco prima di giungere a Trespiano.

## Storia
La villa attuale risale al XVI secolo, ma in questo sito i Medici possedevano una villa fin dal XIV secolo, essendo la zona interessante per i loro spostamenti verso il Mugello, dove avevano vasti possedimenti. Qui possedevano anche la vicina villa Letizia. Dal 1366 al 1650 si alternarono al possesso vari personaggi di diversi rami familiari, fino a quando non venne presa dal Monte di Pietà in pagamento dei crediti che aveva con Andrea di Carlo de' Medici. Venne messa in vendita e passò a Lisabetta di Paolo da Castiglione nel 1667, la quale la lasciò al figlio Niccolò Ronconi nel 1684. Nel 1723 arrivò in eredità ai Ruspoli, che la passarono come "dote" per ottenere il padronato in una cappella di Santa Trinita; dal rettore della cappella venne poi venduta ai Francini (1757), che la tennero fino alla fine del secolo.
Dopo altri passaggi, attualmente appartiene alla famiglia Gabbrielli.

## Architettura
Si accede alla villa tramite un cancello sulla via dal quale parte un viale alberato, fino al poggio che domina la valle del Mugnone.
La villa rispecchia ancora l'aspetto cinquecentesco. Un ampio portone coperto da tettuccio a capanna porta a un cortile dove si affaccia la residenza padronale vera e propria e gli annessi agricoli, che inglobano anche una torretta. Sul lato a valle si aprono nella parete esterna numerose finestre con mensole in pietra; qui si trova anche un giardino all'italiana con vialetti tra aiuole delimitate da siepi in bosso.